# 58e brigade d'infanterie (Empire allemand)
Pour les articles homonymes, voir 58e brigade.
La 58e brigade d'infanterie est une grande unité de l'armée prussienne.

## Histoire
La 58e brigade d'infanterie est créée à Mulhouse en Alsace après la guerre franco-prussienne le 1er juillet 1871 et y est basée jusqu'à la fin de la guerre. Elle fait partie de la 29e division d'infanterie basée à Fribourg-en-Brisgau, qui est affecté au 14e corps d'armée (siège à Karlsruhe) qui appartient à la 7e armée.

### Composition
- 1871
  - 17e régiment d'infanterie
  - 112e régiment d'infanterie (de)
  - 112e régiment de Landwehr
  - 113e régiment de Landwehr

- 1872 à 1887
  - 17e régiment d'infanterie
  - 112e régiment d'infanterie (de)
  - 112e régiment de Landwehr[2]

- 1888
  - 17e régiment d'infanterie
  - 114e régiment d'infanterie
  - 114e régiment de Landwehr[3]

- 1889 à 1890
  - 112e régiment d'infanterie (de)
  - 142e régiment d'infanterie

- 1890 jusqu'à la mobilisation en 1914
  - 112e régiment d'infanterie (de)
  - 142e régiment d'infanterie

- Structure de guerre en 1918
  - 112e régiment d'infanterie (de)
  - 113e régiment d'infanterie
  - 142e régiment d'infanterie
  - 5e régiment de chasseurs à cheval

### Première Guerre mondiale
La brigade combat dans la formation de la 29e division d'infanterie sur le front occidental jusqu'à son transfert sur le front oriental fin janvier 1915.

### Commandants de la brigade
| Nom                               | Date                                              |
| --------------------------------- | ------------------------------------------------- |
| Theodor von Sell (de)             | 3 juin 1871 au 12 mars 1877                       |
| Oktavio von Boehn                 | 13 mars 1877 au 10 décembre 1880                  |
| Rudolf von Reibnitz               | 11 décembre 1880 au 14 avril 1886                 |
| Karl von Prittwitz und Gaffron    | 15 avril 1886 au 13 avril 1887                    |
| Richard von Westernhagen (de)     | 14 avril 1887 au 31 mars 1890                     |
| Friedrich Girschner               | 1er avril 1890 au 16 novembre 1891                |
| Otto Berger (de)                  | 17 novembre 1891 au 17 août 1895                  |
| Ernst Bock von Wülfingen (de)     | 18 août 1895 au 16 juin 1897                      |
| Martin Köpke (de)                 | 17 juin 1897 au 24 juillet 1898                   |
| Ernst von Voigt (de)              | 25 juillet 1898 au 13 novembre 1901               |
| Paul Nethe (de)                   | 14 novembre 1901 au 23 avril 1904                 |
| Magnus Birnbaum                   | 24 avril 1904 au 12 février 1906                  |
| Max von Eberstein                 | 13 février 1906 au 17 novembre 1907               |
| Berthold Deimling                 | 18 novembre 1907 au 21 mars 1910                  |
| Christian von Ompteda (de)        | 22 mars 1910 au 31 juillet 1910                   |
| Alwin Schmundt                    | 1er août 1910 au 18 décembre 1911                 |
| Richard von Bodungen (de)         | 19 décembre 1911 au 30 septembre 1913             |
| Karl Stenger                      | 1er octobre 1913 au 26 octobre 1914               |
| Otto von Diepenbroick-Grüter (de) | 27 octobre 1914 au 30 avril 1917                  |
| Albert von Hahnke                 | 1er mai 1917 au 17 février 1918                   |
| Karl Kuhlmann                     | 18 février 1918 au 18 février 1919                |
| Albert Walther                    | 19 février 1919 au 30 avril 1919 (démobilisation) |